# Besleria macropoda
Besleria macropoda är en tvåhjärtbladig växtart som beskrevs av John Donnell Smith. Besleria macropoda ingår i släktet Besleria och familjen Gesneriaceae. Inga underarter finns listade i Catalogue of Life.